# Gare de Nieul
La gare de Nieul est une gare ferroviaire française de la ligne du Dorat à Limoges-Bénédictins, située sur le territoire de la commune de Nieul, dans le département de Haute-Vienne et la région Nouvelle-Aquitaine.
Elle est mise en service en 1880 par l’État puis cédée à la Compagnie du chemin de fer de Paris à Orléans (PO).
C'est une halte voyageurs de la Société nationale des chemins de fer français (SNCF), du réseau TER Nouvelle-Aquitaine, desservie par des trains express régionaux.

## Situation ferroviaire
Établie à 298 mètres d'altitude, la gare de Nieul est située au point kilométrique (PK)  459,560 de la ligne du Dorat à Limoges-Bénédictins, entre les gares ouvertes de Peyrilhac - Saint-Jouvent et de Limoges-Bénédictins (s'intercalait la gare fermée de Couzeix - Chaptelat).

## Histoire
La section du Dorat à Couzeix - Chaptelat est ouverte le 31 décembre 1880 par l’État. La gare est donc ouverte dans le même temps, le 31 décembre 1880.  La ligne est cédée par l'État à la Compagnie du chemin de fer de Paris à Orléans selon les termes d'une convention signée entre le ministre des Travaux publics et la compagnie le 28 juin 1883. Cette convention est approuvée par une loi le 20 novembre suivant.
En 2022, selon les estimations de la SNCF, la fréquentation annuelle de la gare était de 3 572 voyageurs.

## Services voyageurs

### Accueil
C'est un point d'arrêt non géré (PANG), équipé d'un quai unique avec abri.

### Dessertes
Nieul est une halte régionale SNCF du réseau TER Nouvelle-Aquitaine, desservie par des trains express régionaux de la relation Limoges-Bénédictins - Poitiers.

### Intermodalité
Un parking pour les véhicules y est aménagé.